# 機動戦士ガンダム 戦略戦術大図鑑の登場人物
機動戦士ガンダム 戦略戦術大図鑑の登場人物（きどうせんしガンダム せんりゃくせんじゅつだいずかんのとうじょうじんぶつ）は、バンダイ発行の書籍『機動戦士ガンダム 戦略戦術大図鑑』に登場する、架空の人物を列挙する。
特に説明が必要な人物は各人の項目を参照。なお、一部のゲーム作品では、本作のキャラクターと『モビルスーツバリエーション（MSV）』のキャラクターを誤認している場合があるため、それらのキャラクターについてはモビルスーツバリエーションの登場人物を参照。
『機動戦士ガンダム ギレンの野望』シリーズなどゲーム作品で声の出演が行われている場合には、併せて記述する。

## 地球連邦軍
以下の人物の詳細は各項目を参照。
- アムロ・レイ
- ティアンム
- パオロ・カシアス
- ブライト・ノア
- レビル
- ワッケイン

### サミュエラ
Samuela
地球連邦空軍のエースパイロット。階級は少佐。
戦闘機乗りとしては撃墜数トップを誇り、「テキサスの黒い悪魔」の異名で恐れられる。

### シャルル・キッシンガム
Charles Kissingham
地球連邦軍のエースパイロット。階級は中尉。
一年戦争においてMS撃墜数52機・艦船撃沈数2隻という連邦軍第4位の戦績を残す。搭乗機はジム。
- ゲーム『GUNDAM TACTICS MOBILITY FLEET0079』では、宇宙世紀0079年10月30日、ソロモンからルナツーへ侵攻するジオン公国宇宙攻撃軍艦隊に対するルナツー宙域防衛任務に参加している。なお、容姿は金色の短髪の白人青年として描かれている。

### ダグラス・ベーダー
Douglass Veda
地球連邦軍第6艦隊司令官。階級は中将。
部下から「闘将」と渾名されるほど普段から血気盛んな将軍だったと言われる。ア・バオア・クー戦では、自艦マゼラン級戦艦「ヒペリオン」が航行不能になると、要塞に着底させ後に続く味方のために突破口を開く。その際、兵員には艦に搭載されたビーム、ミサイル全て撃ち尽くしてから脱出するよう指示し、自らは対MS無反動砲を担ぎ艦外へでて白兵戦を行っている。なお、レビル将軍とは士官学校時代の同期であり、本作戦を弔い合戦と考えていたらしい。
戦後、ルナツー方面軍の総司令官となり、グリプス戦役の際に戦死。

### テキサン・ディミトリー
Texan Demitory（声：堀内賢雄）
地球連邦第6空軍288戦術航空隊所属のパイロット。階級は中尉。
その甘いマスクから「レディキラー」の愛称で親しまれる。フライ・マンタ戦闘爆撃機に搭乗していた頃は平凡な戦闘機乗りだったが、TINコッドに機種変更してからはスコアを伸ばしてゆく。特にオデッサ作戦ではドップ以下敵機34機を撃墜し第一等戦功殊勲章を受けたほどである。大戦終結までに航空機撃墜数301機の戦績を残し、サミュエラ少佐に次ぐ地球圏のトップエースの一人となる。戦後、出版した自叙伝「天空の騎士」はベストセラーになっている。
- ゲーム『機動戦士ガンダム ギレンの野望 ジオン独立戦争記』では、首に白いスカーフを巻いた薄茶色の長髪の青年として描かれている。

### テネス・A・ユング
Tenneth A. Jung（声：大塚芳忠）
地球連邦軍のエースパイロット。階級は少佐。
一年戦争においてMS撃墜数149機・艦船撃沈数3隻という記録を残したトップエース。この戦果はアムロ・レイを凌ぎ、連邦軍パイロットの中では第1位に当たる。たぐいまれな射撃センスの持ち主で、射撃性能の高い機体を好んで使用している。搭乗機はジム・コマンド宇宙戦仕様、ジム・スナイパーカスタム。
- ゲーム『機動戦士ガンダム ギレンの野望 ジオン独立戦争記』では、額が広い蓬髪の青年として描かれている。
- 『エースパイロット・ログ』では第7狙撃部隊所属とされ、新たにパーソナル・エンブレム（シュモクザメと撃墜マーク）が設定された。
- 書籍『マスターアーカイヴ 機動戦士ガンダム MSV エースパイロットの軌跡』[2]では、キューバ島の生まれとされる。宇宙世紀0073年に地球連邦空軍に入隊、0076年に基礎訓練を終了してノーフォーク基地所属の第188飛行隊に配属、トリアーエズのパイロットとなる。0078年には大西洋艦隊のヒマラヤ級空母「アパラチア」へ転属、翌年そこで開戦を迎える。ベルファスト基地に駐留した際に宇宙軍への転属希望者募集を目にして志願、ルナツーに転属となり宇宙用トリアーエズの機種転換訓練を開始。6月にアンティータム級補助空母「ハンコック」に配属、航宙機7機、MS3機、巡洋艦2隻を撃破する（この時期からパーソナル・エンブレムを使用）。その後MSパイロット候補生に抜擢、8月にはジャブローに異動している。シミュレーター中心の訓練から、ジム・トレーナーが完成すると同期の訓練生と交互に教官役を務める。9月、製造されたばかりのジム（第2期生産型）とともに「ハンコック」に復帰。10月にかけてMS4機、巡洋艦2隻（さらに共同で1隻）を撃破。12月に入ると地球から敗走してきたジオン軍部隊を迎撃し、この時期にかなりの数のMSを撃破している。程なくしてジム・スナイパーカスタムで構成・新設された、トラファルガ級支援巡洋艦「トライアンフ」を母艦とする第7狙撃部隊の隊長に抜擢され少佐に昇進、さらに撃墜スコアを伸ばすが、ソロモン攻略戦で右脚ユニットを損傷。コンペイトウでジム・コマンド宇宙戦仕様（標準塗装）を受領しア・バオア・クー攻略戦に参加、共同でドロス級空母の撃沈に貢献、多数のMSを搭載した状態での撃沈のためにMS数十機単位の撃墜認定を受けたことにより、MS149機という途方もない公認戦果になったという。しかし、戦後の規定変更により、個人撃墜記録の認定戦果は52機、証拠不十分の未認定戦果は6機に見直されたとされる。戦後は修復されたスナイパーカスタムと、支給されたフェロウブースターの組み合わせにより、撃墜スコアを上乗せしている。

### デリス・ハノーバー
Derice Hanorber
地球連邦軍のエースパイロットで、階級は少尉。
一年戦争においてMS撃墜数32機という連邦軍第8位の戦績を残す。搭乗機はジム。
- ゲーム『GUNDAM TACTICS MOBILITY FLEET0079』では、宇宙世紀0079年11月15日、マゼラン級戦艦オーウエル、サラミス級巡洋艦ジャワを主力とする連邦艦隊による、ソロモン海域及びサイド1暗礁宙域への強行偵察任務に参加している。なお、容姿は黒髪の東洋系の青年として描かれている。

### ハインツ・ベア
（声：渡部猛）
地球連邦軍のエースパイロット。階級は中尉。
豪傑という表現がよく似合う豪快さと力強さを併せ持った人物。一年戦争においてMS撃墜数37機・艦船撃沈数2隻という連邦軍第7位の戦績を残す。搭乗機はフルアーマーガンダム。
- ゲーム『GUNDAM TACTICS MOBILITY FLEET0079』では、宇宙世紀0079年11月15日、サイド7からサイド6への難民輸送任務に参加している。なお、容姿は茶髪の白人の中年男性として描かれている。
- ゲーム『機動戦士ガンダム ギレンの野望 ジオン独立戦争記』では、目つきが鋭く肌の黒い屈強な青年として描かれている。

### ハイマン
将軍職にあるが正確な階級は不明。地球育ちでスペースノイドに対し差別的な思想を持つ。宇宙世紀0079年12月、アフリカにおいて地上の連邦軍全兵力の20%を投入した大規模掃討作戦の総指揮をおこない、ジオン公国アフリカ方面軍の鎮圧に成功している。

### パウルス
Pawelss
地球連邦陸軍のヨーロッパ方面司令官。階級は中将。
ルウム戦役、ジオン軍の地球侵攻作戦とその阻止作戦のために両軍は疲弊し戦線は膠着するが、彼はこの大戦を人類史上最大の消費活動と見ており、命を消費してでも郷土防衛をするよう兵員を鼓舞したと伝えられる。

### バッフェ
Barfait
地球連邦海軍の提督。階級は中将。
兵器納入などの利権獲得や自己保身と出世のみに固執することの多い連邦軍上層部において、常に前線に立ち兵を鼓舞する昔ながらの軍人気質を持った人物として、レビル将軍やティアンム提督とともに並び称されている。
- 漫画『機動戦士ガンダム オレら連邦愚連隊』では、役職は海軍幕僚長となっており、財閥一族の出身で通信業や運送業とも大きな繋がりを持つ軍人とされている。

### ビク・ハボクック
地球連邦軍の軍人で、最終階級は大将、後に予備役中将。
一年戦争中期に、第2宇宙軍所属マゼラン級戦艦「ウィスコンシン」に乗船し艦隊指揮オペレーターの任務に就き、後に特設ミサイル雷撃艦の艦長として終戦を迎える。戦後は月面第1艦隊に所属し、ネオ・ジオン抗争時にはサラミス級宇宙巡洋艦の艦長に就任。最終的には第6宇宙艦隊司令として現役を去る。予備役となってからは、連邦軍資料保存センター所長を務める。
- 『機動戦士ガンダム 戦略戦術大図鑑』は、彼が宇宙世紀0094年に編纂した書籍『一年戦争全記録』であるという設定で記述されている。

### フランクリン・ノボトニー
Franklin Novotony
地球連邦軍のエースパイロット。階級は中佐。
一年戦争においてMS撃墜数43機・艦船撃沈数1隻という連邦軍第6位の戦績を残す。搭乗機はジム・コマンド宇宙戦仕様。
- ゲーム『GUNDAM TACTICS MOBILITY FLEET0079』では、宇宙世紀0079年12月31日、ア・バオア・クー攻略作戦に参加している。なお、容姿は黒髪の白人の中年として描かれている。

### マイーア・パゾク
Mier Pazok
地球連邦軍第3艦隊第14戦隊司令。階級は中佐。
ジオン公国拠点ソロモン陥落後、サラミス級宇宙巡洋艦2隻を率いて周辺空域の残敵掃討にあたる。宇宙世紀0079年12月25日、サイド6宙域航行中にリボーコロニーへ攻撃をしかける核ミサイルを搭載したジオン艦隊（チベ級宇宙重巡洋艦1隻、ムサイ級宇宙軽巡洋艦2隻）を発見し即座に攻撃を決意。戦力では劣るがコロニーの残骸を巧みに利用し、僚艦1隻を失いつつも敵艦隊の殲滅に成功している。

### ミヤ・サミエック
Miya Samieck
地球連邦第22MS機動大隊所属。階級は少佐。
戦術性を失い混戦となったア・バオア・クー攻略作戦の最中において、負け戦で新年を迎えるより勝利の美酒に酔うようにと兵員を鼓舞したと伝えられている。

### リド・ウォルフ
Lydo Wolf（声：山寺宏一）
地球連邦軍のエースパイロット。階級は少佐。
元戦闘機乗りだったが、人員不足からMSパイロットへと転向。アフリカ戦線においてわずか一週間で21機撃墜しエースの仲間入りを果たす。戦闘機乗り以来からのパーソナルカラーであった黒に塗装された機体に乗り、戦場を乱舞するように敵を撃墜する様子から、「踊る黒い死神」の異名で恐れられる。宇宙に上がってからア・バオア・クー攻略戦で戦死するまでに、MS撃墜数68機・艦船撃沈数4隻という連邦軍第3位の戦績を残す。搭乗機はジム・キャノン、量産型ガンキャノン、ジム・スナイパーII。
- ゲーム『GUNDAM TACTICS MOBILITY FLEET0079』では、宇宙世紀0079年12月21日、旧サイド1暗礁宙域にて戦略物資（ソーラーシステム）輸送作戦に参加している。なお、容姿は金色の蓬髪の白人として描かれている。
- ゲーム『機動戦士ガンダム ギレンの野望 ジオン独立戦争記』にも登場しており、この時に、当初は文字設定のみであった黒い専用機に関して、ビジュアルとして正式に設定された。また容姿は浅黒い肌に水色の長髪の青年として描かれている。
- 漫画『GUNDAM LEGACY』では、アフリカ戦線にてMSパイロットに転向して間もない頃が描かれている。長く戦績不振に苦しむが、隊長の死をきっかけに奮起、黒く塗装した量産型ガンキャノンでライトライナーを使用し空中から攻撃をかけ、単機で敵MS小隊を壊滅させる活躍を見せる。
- 書籍『マスターアーカイヴ MSV エースパイロットの軌跡』[2]では、宇宙世紀0052年、パリの下町でアルメニア系とアラブ系の混血である父と、北アフリカ系の血を引く母の間に生まれたとされる。日中から酒浸りで家族に暴力を振るう父に反発して軍人になることを決意し、士官学校に入学。パイロットの資格を得てシャイアン基地に配属され、セイバーフィッシュに搭乗する。当時は控え目でおとなしい性格であったという。開戦時には2年前に異動したケチケメート空軍基地所属の第868飛行隊の小隊長となっており、乗機のセイバーフィッシュも黒を基調に塗装されている。3月のジオン軍の地球降下作戦の迎撃では共同撃墜ながら5機のMSを仕留め、「踊る黒い死神」の異名が定着する。その後中尉に昇進し同隊の中隊長となるが、隊の損耗率は8割を超え、オデッサ作戦前の戦力再編に伴い解隊。新設のMS部隊に加わるためジャブローで操縦訓練を受け、12月に第3機械化混成大隊MS第2中隊に配属、黒を基調に塗装したジム・キャノンに搭乗してアフリカ掃討作戦に参加。その後ジャブローに召喚され宇宙に上がり、ジム・スナイパーIIを受領しソーラ・システムの輸送任務に同行、ソロモン攻略戦では第2連合艦隊に編入される形で参加。ア・バオア・クー攻略戦にも参加するが未帰還となり、終戦から半年以上経って乗機の残骸が回収されたことにより戦死と認定され、2階級特進ののち軍を除籍される。

### ロドニー・カニンガン
Lodony Kaningun
地球連邦宇宙軍所属。階級は准将。座乗艦はマゼラン級戦艦「ネレイド」。
ハーバード士官学校を首席で卒業した俊才で、38歳の若さで准将に昇格したエリート軍人。風采は上がらないが理知的な紳士で、丸眼鏡とハバナ産の葉巻がトレードマーク。
ルウム戦役においてはレビル艦隊の副司令として参加。レビル将軍の座乗艦「アナンケ」が撃沈されたため、旗艦を受け継ぎ統制を失っていた多くの艦に適切な指示を与えて奮迅した。最後の撤退においてはしんがりを務め単独で反転迎撃して大多数の艦を脱出させ、「ネレイド」とともに戦死。その行為について、「レビル将軍が生きていたならば同じことをしただろう」といった発言をし（この時点ではレビル将軍はアナンケとともに戦死したと考えられていた）、その発言を聞いた「ネレイド」の乗員は最後まで彼に従ったという。
- ゲーム『SDガンダム GGENERATION-0』にも登場する。

- 漫画『機動戦士ガンダム THE ORIGIN』の「ルウム編」にはレビル将軍の発言に「カニンガム」なる人物が登場するが、同一人物の誤記か別人かについては不明。

### ロン・コウ
Lon Kou（声：千葉一伸）
地球連邦軍のエースパイロット。階級は少尉。
一年戦争においてMS撃墜数43機・艦船撃沈数3隻という連邦軍第5位の戦績を残す。搭乗機はジム・スナイパーカスタム。
- ゲーム『GUNDAM TACTICS MOBILITY FLEET0079』では、宇宙世紀0079年12月5日、サイド5近海にてソロモンに移送中の公国軍輸送艦隊への襲撃任務やソロモン攻略作戦に参加している。なお容姿は、黒髪の東洋系の青年として描かれている。
- ゲーム『機動戦士ガンダム ギレンの野望 ジオン独立戦争記』でも容姿は黒髪の東洋系の青年として描かれている。

## ジオン公国軍
以下の人物の詳細は各項目を参照。
- アナベル・ガトー
- エリオット・レム
- エリック・マンスフィールド
- オルテガ
- ガイア
- ガルマ・ザビ
- キシリア・ザビ
- ギャビー・ハザード
- ギレン・ザビ
- ハーディ・シュタイナー（※本書ではクルト・シュタイナーと表記）
- シャア・アズナブル
- ジョニー・ライデン
- シン・マツナガ
- デギン・ソド・ザビ
- ドズル・ザビ
- マ・クベ
- マッシュ
- ロバート・ギリアム

### エーリッヒ・ハルトマン
Aerich Haltman
ジオン公国軍第20潜水戦隊、第2番ユーコン級攻撃型潜水艦U-202艦長。階級は少佐。
「海の銀狼」の異名をとり、インド洋方面の連邦海軍を震え上がらせた指揮官。宇宙世紀0079年12月5日からの連邦軍によるアフリカ掃討作戦においては、司令部の帰還命令を無視してまで、インド洋方面から押し寄せる連邦軍揚陸艦隊への迎撃に全力を尽くす。揚陸艦8隻、駆逐艦3隻の撃沈に成功するも、12月13日に艦と運命をともにし戦死。

### キリング・J・ダニガン
Killing J. Danigan
ジオン公国宇宙攻撃軍、第2制宙師団司令。階級は中将。
ドズル・ザビが信頼する秘蔵の将軍。ブリティッシュ作戦において、コロニー護衛艦隊の指揮を一任され見事にコロニー「アイランド・イフィッシュ」を守りきる。
しかし、地球連邦軍の熾烈な抵抗によりその標的を外し作戦失敗の一報を知ると、人一倍責任感の強い性格ゆえか、自責の念から拳銃自決を図ろうとしたと言われる。
- 漫画『ガンダムパイロット列伝 蒼穹の勇者達』では、ドズルやシン・マツナガの父親的存在な初老の男性として描かれている。ブリティッシュ作戦失敗後には、拳銃ではなく薬物による自殺未遂を起こす。幸い発見が早く一命を取り留めるものの、以後終戦に至るまで前線には復帰していない。大戦末期に、ギレン・ザビの手によるドズル派将校の失踪事件が起きた時には、陰ながらマツナガを救出している。
- 漫画『MSV-R 虹霓のシン・マツナガ』では、ブリティッシュ作戦後に拳銃自決を示唆する描写がある。一年戦争末期はマツナガ議員の和平工作に協力し、シン・マツナガ大尉にゲルググJを与える。

### グレニス・エスコット
Greniss Escott
ジオン公国軍のエースパイロット。階級は中尉。
一年戦争においてMS撃墜数103機・艦船撃沈数12隻の戦績を残し、特に艦船撃墜数は大戦中両軍通じて最高記録を誇る。搭乗機はザクII S型、ビグロ。
- ゲーム『GUNDAM TACTICS MOBILITY FLEET0079』では、宇宙世紀0079年12月5日、旧サイド5暗礁宙域において、MS-14ゲルググで出撃している。なお容姿は黒人の中年男性として描かれている。
- 漫画版『機動戦士ガンダム外伝 宇宙、閃光の果てに…If』では、ア・バオア・クーの決戦にてNフィールドを防衛。ビグロによる高速機動戦をもって活躍するが、第16独立戦隊サラブレッドのガンダム4号機とガンダム5号機の連携攻撃により敗れ戦死。

### ジョン・クエスト
John Quest
ジオン公国アフリカ方面軍、第18補給基地所属。階級は上等兵に相当する第2級整備兵。
元々はゲームブック『機動戦士ガンダム0079 灼熱の追撃』のプレイヤー・キャラクター。アフリカ戦線の終結間際、連邦に寝返った友軍の特殊部隊「鉄のサソリ」の攻撃で基地が壊滅した後、破壊を免れたMSに搭乗して出撃し、基地の仲間の脱出を援護する。軍属ながら敵MSを6機以上撃墜する活躍をみせたという。

### ノルディット・バウアー
ジオン公国軍のエースパイロット。階級は中佐。
一年戦争においてMS撃墜数191機・艦船撃沈数4隻というジオン軍第2位の戦績を残す。またソロモン防衛戦にも参加している。搭乗機はザクII S型、ザクキャノン、高機動型ザクII、リック・ドムII。
- ゲーム『GUNDAM TACTICS MOBILITY FLEET0079』では、宇宙世紀0079年12月18日、サイド6近海でサイクロプス隊潜入作戦の援護任務に参加している。なお容姿は、短髪の白人男性として描かれている。

### ブレニフ・オグス
Breniss OX（声：市川治）
ジオン公国軍のエースパイロット。階級は中佐。
無駄弾を撃つことを極端に嫌い、常に正確無比な射撃を心掛けたことから「ワンショット・キラー」の異名で恐れられる。開戦時から終戦まで、常に宇宙空間での最前線で戦い続けるが、大戦末期はトップエースを戦死させて国民や全軍の士気を低下させることを恐れた軍上層部によって教導師団に配属させられ、後進の兵の育成に当たる。性格は温和であり、部下や新兵などには撃墜戦果を譲ったり、また戦局の悪化による訓練不足の兵を前線へ送ることに対しては終始反対の立場をとっている。
一年戦争において彼が残したMS撃墜数193機・艦船撃沈数8隻の戦績は、両軍通じてトップを誇り、小説版『機動戦士ガンダム0083 STARDUST MEMORY』によれば、一年戦争後連邦軍からも高く評価され、アムロ・レイ少尉やアナベル・ガトー大尉らとともに連邦軍士官学校の教本にその名を載せられている。搭乗機はザクII F型、ザクII F2型、高機動型ザクII、リック・ドム、ゲルググキャノン。なお他のエースパイロット達と異なり、ノーマルカラーの機体を常用していたようである。
- ゲーム『GUNDAM TACTICS MOBILITY FLEET0079』では、宇宙世紀0079年12月30日、木星航路上でグラナダ残存部隊の一員として、アクシズへ脱出作戦に参加している。なお容姿は、茶色の髪の白人の中年男性として描かれている。
- ゲーム『機動戦士ガンダム ギレンの野望 ジオン独立戦争記』でも容姿は茶色の髪の白人の中年男性であり、階級は大佐で登場している。
- 『エースパイロット・ログ』では新たにパーソナル・エンブレム（撃墜マーク入りの斧と"Master of Hawk"の文字）が設定された。

### ヘルムート・ルッツ
Helmout Lutz
ジオン公国地球攻撃軍、ヨーロッパ方面第15戦術爆撃隊所属。階級は少尉もしくは大尉。
陽気で明るい性格のため部隊内での人気は高い。オデッサ作戦では、戦闘爆撃機ド・ダイGAに搭乗し3日間のうち地上にいたのは補給と仮眠のための12時間程度で、あとは常に愛機とともに上空にいたという。戦闘車両を480両も撃破しタンクキラーとして名を馳せる一方、爆撃機ながら敵戦闘機を14機撃墜している。しかし、オデッサ作戦3日目の宇宙世紀0079年11月9日に降着装置の故障により着陸に失敗し不慮の死を遂げる。搭乗機は戦闘爆撃機ド・ダイGA。

### ロイ・ジューコフ
Roy Juicov
ジオン公国軍の指揮官。階級は大佐。
オデッサ作戦では、自ら防衛隊を率い前線で指揮している。MSへの性能をあてにせず戦車隊を中心に部隊を展開。地形を利用した待ち伏せ戦法で連邦軍の進攻を食い止める。しかし物量作戦によって敗北し、宇宙世紀0079年11月10日15時頃に捕虜となる。